# Wolfgang Zenkner
Wolfgang Zenkner (* 31. März 1954 in Germaringen, Allgäu) ist ein deutscher Karambolagespieler und Weltmeister im Einband und Dreikampf.

## Privates
Der Anfang von Zenkners Billardkarriere geht in die 1960er-Jahre zurück, als er und sein älterer Bruder vom Vater zu Weihnachten ein kleines Tischbillard geschenkt bekamen. Etwa 1968, im Alter von 14 Jahren, hatte er sich dann endgültig einer Laufbahn als Billardleistungssportler verschrieben. Auf Grund besserer Spiel- und Trainingsmöglichkeiten wechselte er 1972 zum BSV München. Aktuell spielt er für den BC München in der 2. Dreiband-Bundesliga. Von 2007 bis 2013 spielte er außerdem für den mehrfachen deutschen Mehrkampf-Mannschaftsmeister Billardfreunde Weitmar.
Von Beruf ist der geborene Germaringer Oberstudienrat für Sport, Mathematik und Geografie am Jakob-Brucker-Gymnasium in Kaufbeuren. Dort lebt er auch mit seiner Ehefrau und den gemeinsamen Kindern. Für ihn kam nie eine Karriere als Billardprofi in Frage. Seine Einstellung dazu kommentierte Zenkner selbstironisch mit den Worten:

„Um auf diese Weise eine Familie mit drei Kindern zu unterhalten, bin ich als Billardspieler einfach zu schwach, also bleibe ich lieber Beamter, das lohnt sich wenigstens.“

Wenn er an Turnieren teilnimmt, gehört er aber immer zu den Besten. Auf die Frage, warum er sich Billard als Randsportart ausgewählt hat, antwortete er:

„Wahrscheinlich, weil ich bescheuert bin.“

Für Aufsehen sorgt Zenkner während seiner erfolgreichen Karriere dadurch, dass er wesentlich impulsiver und extrovertierter als seine Mitspieler agiert, was entgegengesetzt zu seiner Vorliebe zu sanfter Popmusik zu stehen scheint.
Seit den 1990er-Jahren ist es ruhiger um seine Person geworden, da für ihn das Privatleben vorrangig ist und Billard für ihn die „schönste Nebensache der Welt“ bleibt.

## Karriere
Für einen Berufsspieler eigentlich recht spät gelang dem 24-jährigen Münchener 1978 der Sprung auf die internationale Bühne des Karambolage. Drei Jahre später konnte er sich in seiner Lieblingsdisziplin, dem Einband, den ersten deutschen Meistertitel erkämpfen. Im darauffolgenden Jahr (1982) wurde er Mitglied der deutschen Nationalmannschaft, mit der er zur Überraschung der internationalen Fachwelt 1983 Vizeweltmeister bei den Einband-Weltmeisterschaften im niederländischen Rucphen wurde. Im Folgejahr wurde Zenkner mit dem Sieg bei der Mannschaftseuropameisterschaft im niederländischen Amersfoort im Fünfkampf belohnt, bis dahin sein Karrierehöhepunkt. Seinen ersten internationalen Einzeltitel holte sich der Allgäuer 1986 im österreichischen Baden bei Wien bei den Cadre-47/1-Europameisterschaften.
Da er von Anfang an zur Stammbesetzung der deutschen Nationalmannschaft gehörte, war es nur umso schöner für ihn, dass das Team bei der Premiere 1989 in Essen gleich die Silbermedaille bei der Mannschaftsweltmeisterschaft im Dreikampf holte. Nach einem vierten Platz 1990 konnte Zenkner dann 1991 in Essen endlich die erste Goldmedaille gewinnen. Danach zog er sich aus der Nationalmannschaft zurück, weil ihm der Zeitaufwand zur Vorbereitung und Teilnahme an großen Meisterschaften zu hoch war. Auch die verbleibenden Turniere, die er spielte, plante er sorgfältig. Zu seinen weiteren Erfolgen zählen mehrere Deutsche Meisterschaften und vordere Platzierungen bei internationalen Turnieren.
Am 29. November 2008 unterlag er im Finale der Einband-EM dem Belgier Frédéric Caudron mit 35:150 und wurde Vizeeuropameister. Nur gut zwei Monate später konnte er sich am 3. Mai 2009 bei der im spanischen Cervera ausgetragenen Einband-WM im Finale gegen den niederländischen Titelverteidiger Jean Paul de Bruijn mit 150:78 durchsetzen und seinen ersten Einzeltitel gewinnen.

## Aktuelles
Nach dem frühen Ausscheiden in der Gruppenphase der Einband-EM 2013 in Brandenburg an der Havel gab Zenkner in mehreren Interviews, u. a. mit der Billardzeitung Touch bekannt, dass er sich von der internationalen Bühne sowie aus der 1. Mehrkampf-Bundesliga zurückziehen werde. Als Begründung gab er den enormen Trainingsaufwand an, den er leisten müsse nur um seine aktuelle Spielstärke zu erhalten. Derzeit tritt er gemeinsam mit Marco Zanetti für den BC München in der 2. Dreiband-Bundesliga an.

## Erfolge
- Einband-Weltmeisterschaft:  2009  1983  1997
- Dreikampf-Weltmeisterschaft für Nationalmannschaften:  1991   1989
- Einband-Europameisterschaft:  1995, 2010  1993, 1994, 2009  1983, 1988
- Cadre-47/1-Europameisterschaft:  1986  1990
- Cadre-71/2-Europameisterschaft:  1989  1985
- Fünfkampf-Europameisterschaften für Nationalmannschaften:  1985  1990, 1992  1983
- Deutsche Meisterschaft (Einband):   1982, 1983, 1984, 1985, 1986, 1987, 1988, 1995, 1996, 2003, 2004, 2009, 2011, 2012
- Deutsche Meisterschaft (Cadre 71/2):   1983, 1984, 1989, 1991, 1992, 1995
- Deutsche Meisterschaft (Cadre 47/1):   1985, 1989, 1990, 1991, 1992, 1993
- ANAG Billard Cup:  2011
- Deutscher Pokalsieger Mannschaft (DPMM):  1986, 1987, 1991 (BSV München)[2]
- Deutscher Meister Mannschaft (Bundesliga):  1993, 1994 (BSV München)[2]

Quellen: